# Norimberská cesta

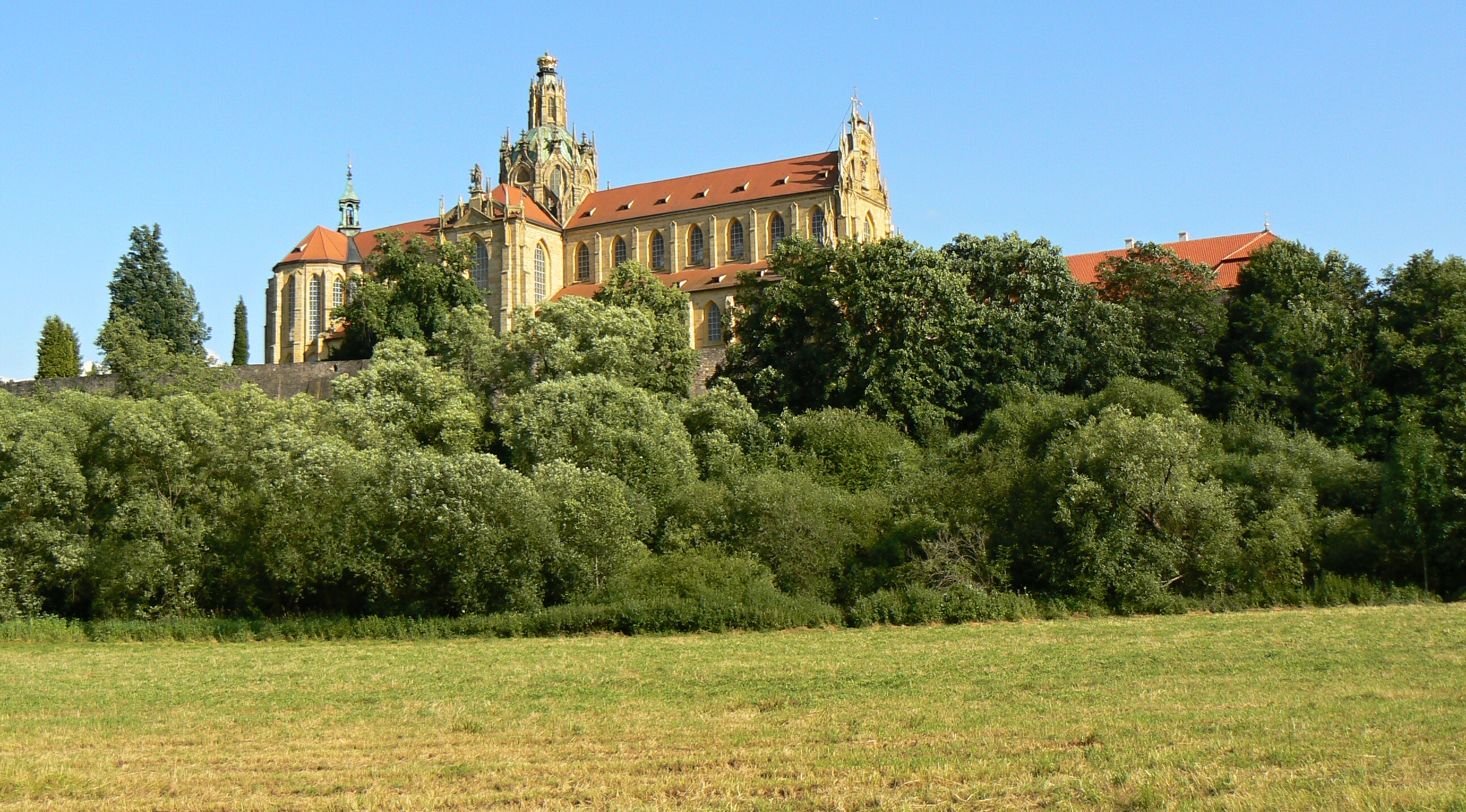
Kladrubský klášter na Norimberské cestě

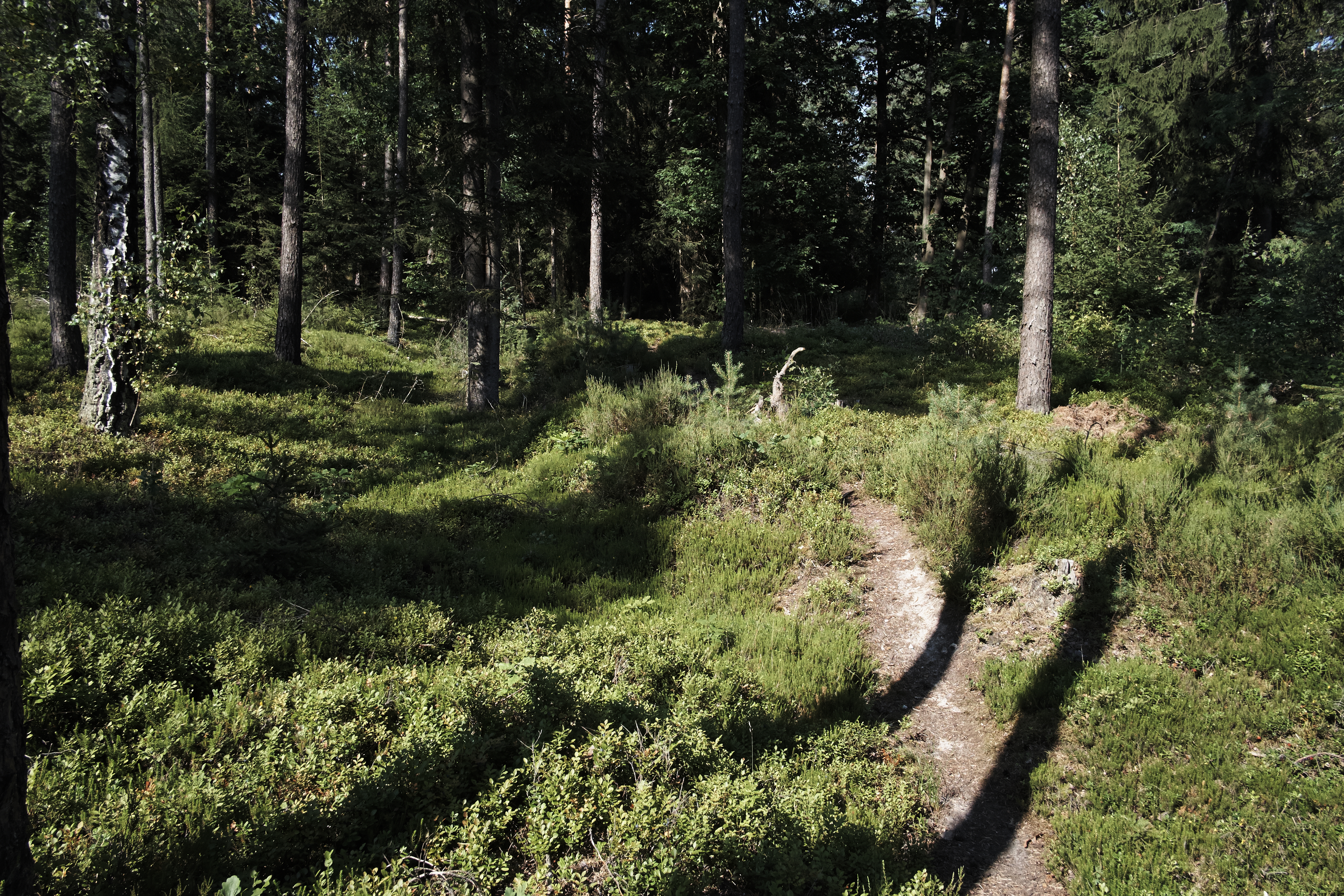
Památka na dřívější lidskou činnost – úvoz Zlaté cesty u Hirschau

Norimberská cesta (také Zlatá cesta či Via Carolina) byla nejvýznamnější historická cesta vedoucí z Čech do Svaté říše římské, která spojovala Norimberk s Prahou.
Dosud není zcela jednoznačně prokázáno používání trasy v mladším pravěku a raném středověku. Ojedinělé nálezy naznačují možnou prostupnost v prostoru Rozvadova již v 8. století. Význam cesty začal vzrůstal poté co byla založena města Bamberk a Norimberk, který se začal transformovat v nejvýznamnější obchodní centrum Horních Frank. Jeho politické postavení zastínilo Řezno na Dunaji. Tradiční západovýchodní spojení Českých zemí se Svatou říší římskou bylo proto během 12. a 13. století transformováno. Stará Řezenská cesta byla doplněna a zčásti pohlcena novou cestou, která spojila Norimberk a Prahou.
Její středověký rozkvět začal za vlády Karla IV., který byl svou osobou prostředníkem mezi Čechami a Svatou říší římskou. Koupí, manželstvím, dědictvím a diplomacií získal Karel IV. v 50. a 60. letech 14. století Horní Falc. Prostřednictvím rozšíření země dosáhl císař toho, že z Prahy bylo možné cestovat až na dosah Norimberku jednou zemí a bez placení cel.

## Historická trasa
Cesta směřovala z Prahy přes Beroun, Zdice, Rokycany do Plzně a dále přes Vejprnice, Nýřany, Horní Sekyřany do Kladrub. V Kladrubech se cesta rozvětvovala na Tachovskou a Přimdskou větev, ve 14. století tudy také vedla z přímého směru uhýbající stezka Řezenská. V těchto lokalitách byly neproniknutelné lesy, převážně listnaté. Díky této komunikaci byl v roce 1115 knížetem Vladislavem I. založen i klášter Kladruby pro benediktinské mnichy. V českém království v okolí Kladrub rozvíjeli kolonizaci kolem obchodních stezek, které se zde větvily. Panovník daroval klášteru pozemky, kromě vesnic tehdy již existujících, které byly v hlubokých lesích podél tras obchodních cest a které zřejmě podléhaly přímo panovníkovi. V zakládající listině ke klášteru se doslova říká: „Dávám také celý les, který je mezi řekami Mží a Mžicí (Úhlavkou) až do země teutonské (německé) s výjimkou 12 vesnic, které jsou zde od starodávna.“

## Tachovská větev

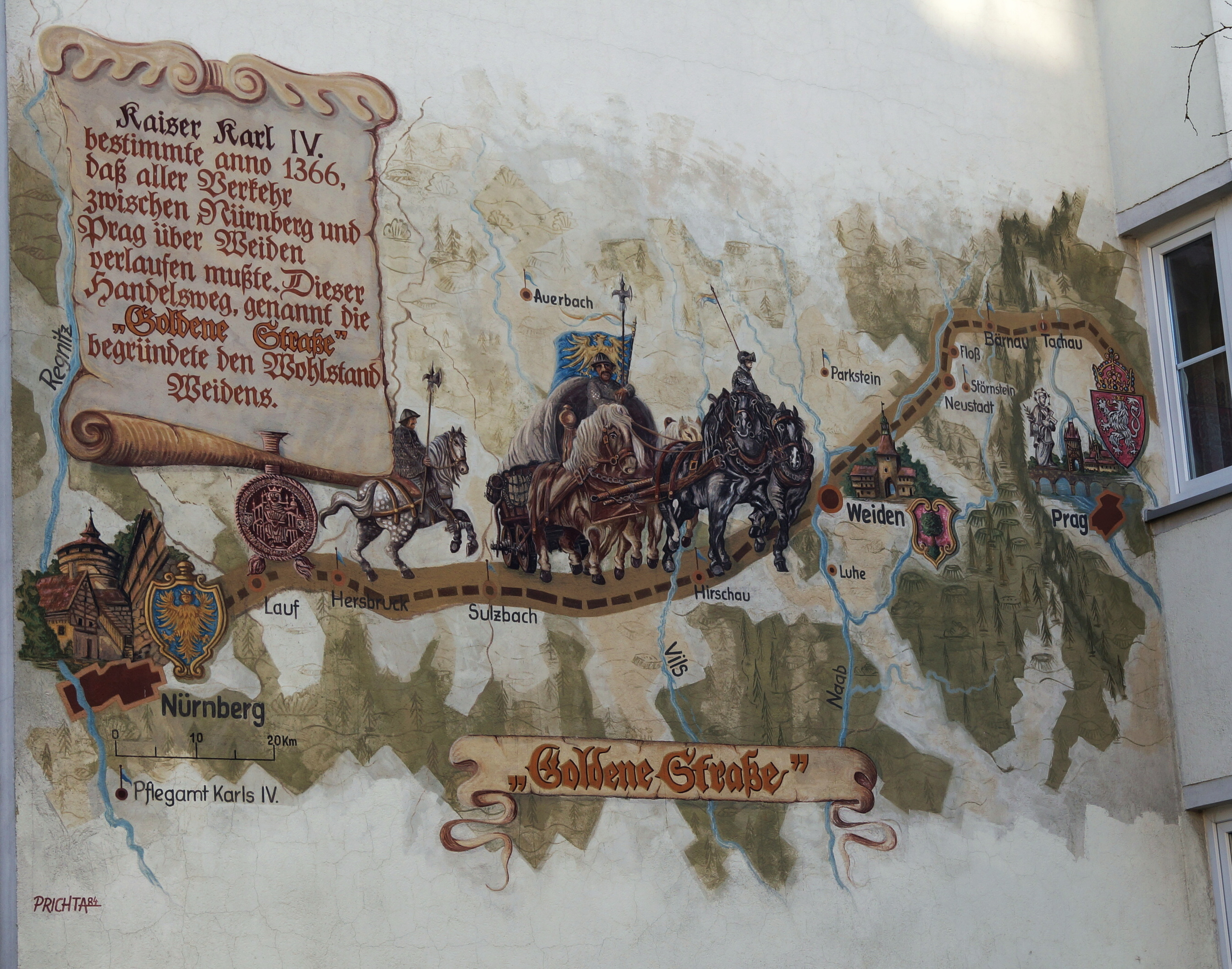
Vyobrazení „Zlaté cesty“ přes Tachov na fasádě domu ve Weidenu

Cesta po té pokračovala do Tachova, Mýta, Milířů, Lučiny, Obory, Pavlova Studence. Za hranicemi pak procházela městy Bärnau, Plößberg, Püchersreuth, Neustadt an der Waldnaab, Altenstadt an der Waldnaab, Weiden in der Oberpfalz, Etzenricht, Kohlberg, Sulzbach-Rosenberg, Ehenfeld, Hirschau, Pommelsbrunn, Hersbruck, Lauf an der Pegnitz, Erlenstegen do Norimberku. Strategická cesta měla také velký vojenský význam. Svou roli sehrála například v bitvě u Tachova, v níž v roce 1427 porazily husité křížovou výpravu.

## Přimdecká větev (tzv. Zakázaná cesta)

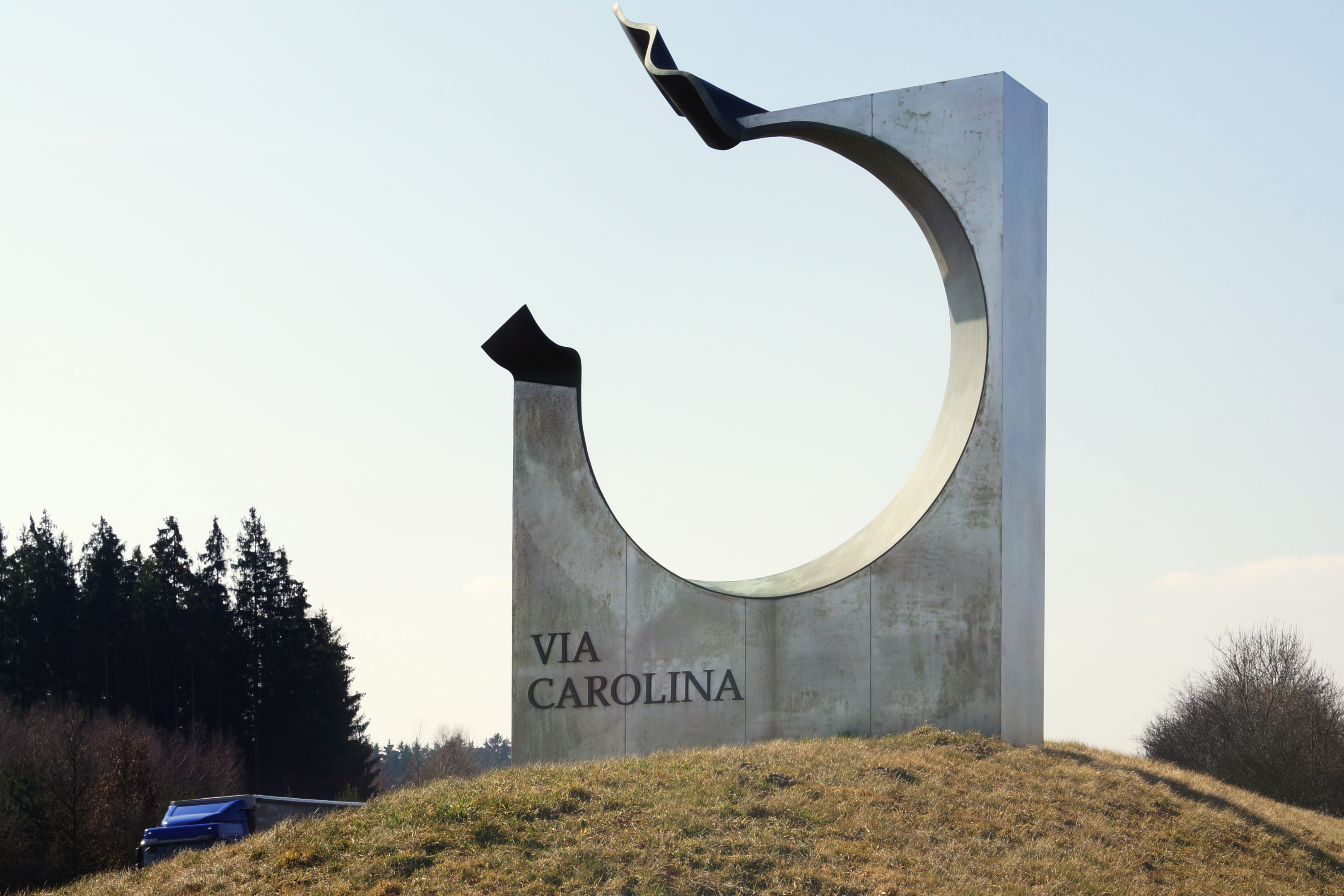
Plastika Via Carolina od Helmuta Langhammera na dálnici A6 na hraničním přechodu ve Waidhausu

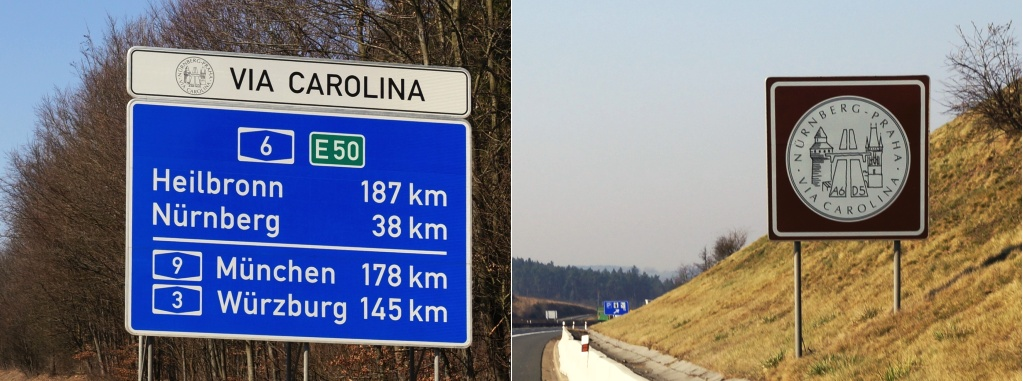
Grafické symboly Via Carolina v Německu na dálnici A6 a v Česku na dálnici D5.

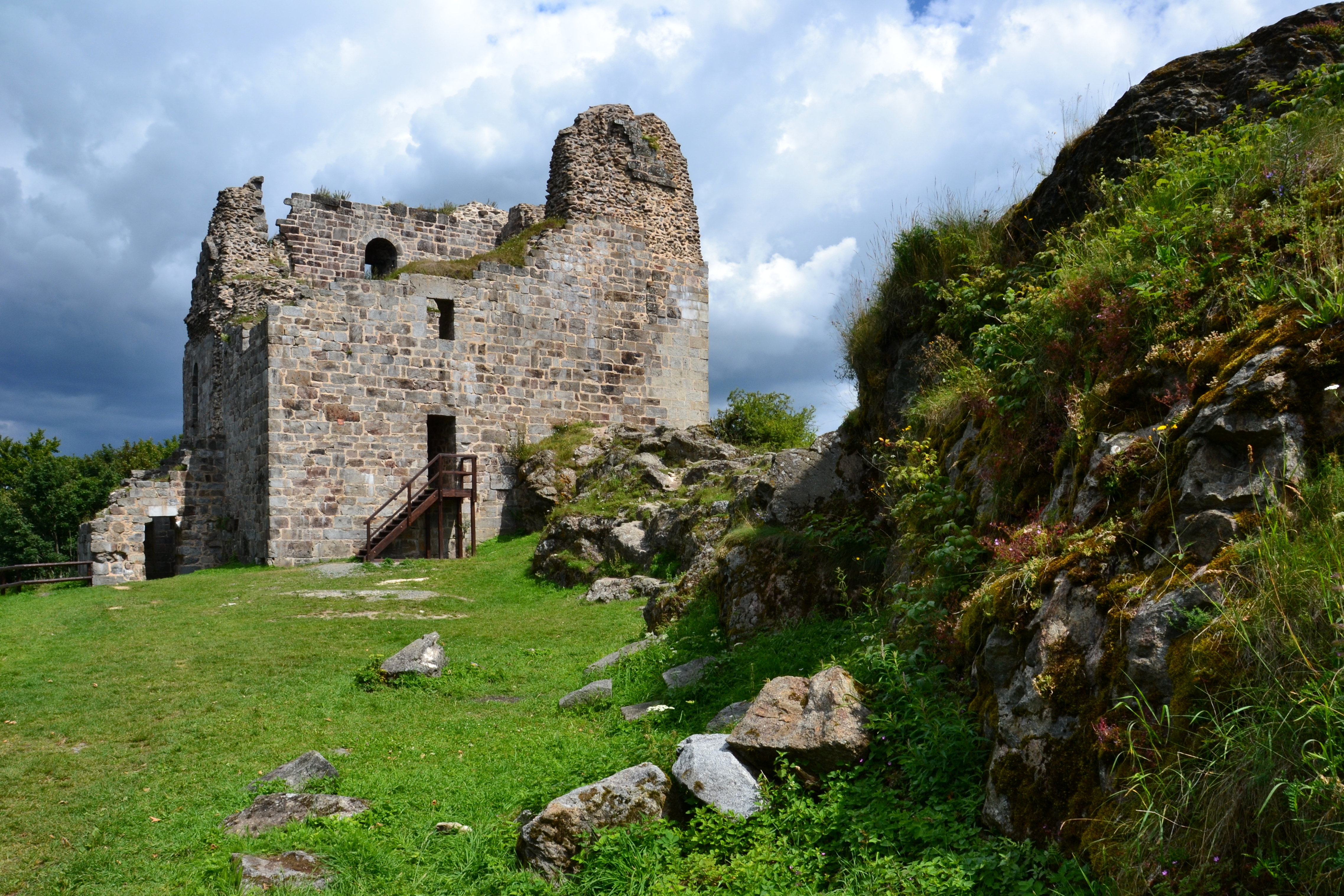
Věž hradu Přimda

Důležitý prostup skrz Český les se nacházel v oblasti dnešního Rozvadova. Dominantním prvkem v jeho okolí byla hora Přimda, na níž byl v roce 1121 založen románský hrad Přimda. Odtud bylo možné kontrolovat pomezní hvozd i možný prostup. Na cestě byla vybudována také duchovní centra pro poutníky, a to v Mnichovství a Svaté Kateřině. Z 15. století jsou zachovány stížnosti měst na Tachovsku na stále častější využívání alternativní trasy z Hirschau na Wernberg-Köblitz, Leuchtenberg, Waidhaus a Přimdu. Karel IV. používání této trasy zakázal především proto, že vedla z velké části přes území bavorských Leuchtenberků. Tato trasa je proto známa jako Zakázaná cesta.
Od sklonku 15. století a zejména pak během 16. století došlo k prudkému růstu významu této cesty, neboť šlo o nejkratší a zároveň i nejrychlejší spojnici.. Původní trasa přes Přimdu byla navíc kolem roku 1600 alternována novou cestou z Boru přes Hošťku do nově založeného Rozvadova, aby se formani vyhnuli prudkému stoupání a celnici v Přimdě. Ke zprovoznění cesty došlo roku 1602. Patrně roku 1613 byla zřízena celnice v Rozvadově. V roce 1621 se přeshraniční prostor stal dějištěm významné bitvy mezi Rozvadovem a Waidhausem, jež přispěla k porážce Horní Falce a jejímu zařazení pod Bavorsko.

## Obchod na Norimberské cestě v 16. až 18. století
Vedle politického významu byla Norimberská cesta důležitá i hospodářsky. Z Čech se vyvážely především nerostné suroviny, zejména měď, cín, železo. Přes Čechy byl z východní Evropy transportován dobytek. Dále kůže, včelí vosk, lůj, surová tkanina a voli. Do Čech se dodávalo koření, léky, sukno z Flander, různé druhy semen, obilí, víno, příze a železné zboží.
Celní rejstříky z let 1507 až 1512 dokládají, že přes celnici v Bärnau byla převáděna zvířata, zejména koně, ovce a prasata. Proclívány zde byly potraviny, jako sůl, proso, ořechy, hrušky, jablka, třešně, víno, sýr, Nechybělo sádlo, lůj, ryby a sušené ryby. Z koření tudy putoval šafrán, jedlovec, olejový chmel. Převáženy tudy byly nejrůznější kůže, zejména hrubé, z domácích zvířat hovězí, kozí, telecí, z divokých zvířat bobří, kuní, liščí, vlčí, vydří. To doplňovala vlna. Z textilu tudy procházelo plátno, sametové plátno, závoje. Z nádobí se zde převážely hrnce, mísy a talíře. Převáženy tudy byly dřevěné sudy a krabičky. Důležitou komoditou bylo také surové železo a z finálních výrobků srpy a kosy.

## Historicko-archeologický výzkum Norimberské cesty
Norimberská cesta je předmětem výzkumu Katedry archeologie Západočeské univerzity v Plzni. V rámci projektu Trans Silvam-strategie Valorizace přeshraničních historických tras a jejich potenciál pro rozvoj cestovního ruchu v česko-bavorském příhraničí probíhá v současnosti budování mezioborového týmu k detailnímu historicko-archeologickému výzkumu historické trasy a k přípravě podkladů pro posílení její památkové ochrany. Zároveň je cesta vnímána jako důležitá osa lidských aktivit nejen v minulosti, ale i v současné krajině. Historická cesta se tak stává důležitou podkladovou vrstvou pro citlivou krajinnou architekturu a plánování jejího zpřístupnění veřejnosti. V současnosti navazujeme mezinárodní spolupráci se zástupci vědeckých institucí, zemských, regionálních i lokálních úřadů, s muzei, spolky, zástupci kultury, dopravy, cestovního ruchu v Bavorsku, Čechách i širší Evropě.

## Současná silniční spojení
Současné dálniční spojení Praha – Plzeň – Rozvadov reprezentované dálnicí D5 na české straně a Waidhaus – Amberg – Norimberk dálnicí A6 v Německu se v obou těchto státech označuje jako karolínská cesta – Via Carolina. Trasa koresponduje s Přimdeckou větví Norimberské cesty.